# Paralebion pearsei
Paralebion pearsei är en kräftdjursart som beskrevs av Ottis Robert Causey 1953. Paralebion pearsei ingår i släktet Paralebion och familjen Caligidae. Inga underarter finns listade i Catalogue of Life.